# Oncopodura hamata
Oncopodura hamata is een springstaartensoort uit de familie van de Oncopoduridae. De wetenschappelijke naam van de soort is voor het eerst geldig gepubliceerd in 1905 door Carl & Lebedinsky.